# Военная академия Вооруженных Сил Азербайджана
Военная академия Вооруженных Сил Азербайджана — создана указом Президента Азербайджанской Республики Гейдаром Алиевым от 20 февраля 1999 года в целях обеспечения подготовки высококвалифицированных командиров и офицеров гарнизона, военно-научных работников для Вооружённых Сил Азербайджанской Республики, повышения их квалификации, проведения научных исследований в области военной работы, а также обеспечения подготовки высокопоставленных лиц, работающих в государственных органах, по военно-стратегическим, военно-экономическим и военно-политическим вопросам, связанных с обороной Республики.

## История
Студентов, обучающихся в Военной академии в течение двух лет, готовят к работе в качестве командиров и штабных офицеров в воинских частях и штабах на тактическом и оперативном звене. Образовательный процесс, организованный в Военной академии, обеспечивает изучение военно-стратегических, оперативно-тактических, а также военно-политических и военно-экономических вопросов. При Военной академии Вооружённых Сил Азербайджанской Республики также действуют курсы стратегических исследований и управления государственной обороной, а также военной дипломатии. Задача курсов – обеспечить изучение военно-стратегических, военно-экономических и военно-политических вопросов, связанных с обороной республики.
С 5 марта 2022 года Военная академия Вооруженных Сил Азербайджана передана в ведение Национального университета обороны.

## Нагрудный знак
Нагрудный знак выпускников Военной академии Вооруженных Сил Азербайджанской Республики изображает эмблему Вооруженных Сил на белом фоне и окаймлен золотыми дубовыми листьями.

## Факультеты
- Военная дипломатия
- Военная экономика
- Военная политика
- Иностранные языки
  - Английский язык[3]
  - Немецкий язык
  - Французский язык
  - Персидский язык
  - Армянский язык
  - Русский язык